# غوثام (مسلسل)
جوثام (بالإنجليزية: Gotham)‏ هو مسلسل تلفزيوني أمريكي خيالي شخصياته مستوحاةٌ من سلسلة باتمان التي نُشرت في دي سي كومكس، ومن ضمن الشخصيات المحقق جيمس غوردون وبروس واين في صغره قبل أن يصبح باتمان. المسسلسل من تأليف وتطوير برونو هيلر، ومن بطولة بنيامين ماكنزي الذي يؤدي دور المحقق الشاب. الموسم الأول مكوّن من 22 حلقة، وعُرضت الحلقة الأولى منه في 22 سبتمبر 2014.
تُصور القصة حال المدينة قبل باتمان، الأحداث التي جلبت لنا باتمان بالأصح، للقصة طابع فانتازي وبنفس الوقت بدون ظهور أبطال خارقين كباتمان وسنرى معاناة جيمس غوردون ورفاقه في قهر الجريمة التي أصبحت المدينة تغوص فيها، كما يركز المسلسل على قصة ظهور المجرمين والأسباب التي أدّت لظهورهم كـ البطريق وريدلر والمرأة القطة والجوكر.

## القصة
تُعد Gotham أكثر من مجرد مسلسل درامي؛ إنها رحلة مظلمة وعميقة في قلب مدينة تنهار تحت وطأة الفساد والجريمة، وتنتظر ولادة بطل يعيد إليها التوازن.
الموسم الأول: بداية الفوضى
في ظل نظام متهالك وأجهزة شرطة مخترقة، يكلَّف المحقق جيمس غوردون وزميله الفاسد هارفي بولوك بحلّ سلسلة من الجرائم التي تعصف بمدينة جوثام، أبرزها مقتل والدي الصبي بروس واين أمام عينيه. بينما تتصاعد التوترات بين عائلات الجريمة بقيادة كارمين فالكَوني وسال ماروني وفيش موني، يجد المجرم الصغير أوزوالد كوبلبوت نفسه وسط صراع دموي لم يكن مستعدًا له.
الموسم الثاني: وجوه جديدة وأطماع خفية
يظهر رجل غامض يُدعى ثيو جالافان بهدف قتل بروس واين تنفيذًا لأوامر جماعة سرّية تُعرف باسم "نظام القديس دوماس". في الوقت نفسه، يتعرض غوردون لمؤامرة تُدبّرها شخصية مزدوجة، إدوارد نيغما. أما في مصحة آركهام، فيقود الطبيب هيوغو سترينج تجارب غير قانونية داخل منشأة سرية تُعرف باسم "إنديان هيل"، محولًا نزلاءها إلى كائنات مشوهة، بأوامر من محفل غامض يُدعى "محكمة البوم".
الموسم الثالث: مطاردة الوحوش وبوادر الأسطورة
بعد تحوله إلى صائد جوائز، يبدأ غوردون في ملاحقة وحوش "إنديان هيل". يظهر جارفيس تيتش، الذي يهدد المدينة بفيروس قاتل. في ظل هذا، تتصاعد المنافسة بين كوبلبوت ونيغما للسيطرة على جوثام. في الخلفية، يتلقى بروس واين رسالة من زعيم محكمة البوم تحثه على البحث عن رأس الغول لاستكمال تدريبه.
الموسم الرابع: من الصبي إلى المنتقِم المقنّع
يبدأ بروس واين اتخاذ خطواته الأولى كبطل مقنع يحارب الجريمة، استعدادًا لمواجهة رأس الغول. في الوقت نفسه، تصل صوفيا فالكَوني إلى المدينة لاستعادة نفوذ عائلتها من كوبلبوت، الذي فرض نظامًا جديدًا من "الجريمة المرخّصة". وتتصاعد الأمور عندما يُصاب جيرميا فاليزكا بالجنون ويتحالف مع رأس الغول، في محاولة لتحويل المدينة إلى أنقاض، دافعًا بروس نحو مصيره الحتمي كـ"فارس جوثام المظلم".
الموسم الخامس: النهاية وبداية جديدة
في موسم أخير مضغوط ومكثف، يحاول غوردون وفريقه استعادة النظام في جوثام. تظهر نيسا الغول ساعية للانتقام لمقتل والدها، بينما يسيطر إدواردو دورانس على الوجود العسكري في المدينة. أما جيرميا، فيضع خطة شيطانية لتعذيب بروس وترسيخ علاقتهما العدائية.
بعد عقد من الزمن: ميلاد الأسطورة
يعود بروس واين إلى مدينة جوثام، وقد أصبح محاربًا مقنعًا مستوحى من هيئة الخفاش. يهرب جيرميا من مصحة آركهام ليستأنف صراعه مع عدوه القديم. أما غوردون، الذي أصبح مفوض شرطة جوثام، فيستخدم كشافًا ضوئيًا على سطح المقر ليطلب العون من البطل الذي أصبح رمزًا، لا مجرد إنسان.

## طاقم العمل
- بنيامين ماكنزي بدور المحقق جيمس غوردون: وهو الشخصية الرئيسية في المسلسل، المحقق الذي يعمل جاهداً لتطهير المدينة ومركز الشرطة من الفساد الذي الغارق فيها.
- دونال لوغ بدور هارفي بولوك: وهو محقق أيضاً وزميل جيمس غوردون في العمل ومتحالف سراً مع كارمين فالكوني.
- ديفيد مازوز بدور بروس واين: وهو ابن توماس ومارثا الذي يلقيان نحبهما مما أدى للشرارة الأولى لظهور باتمان، يعيش الآن تحت رعاية ألفريد بيني وورث.
- زبرينا غيفارا بدور سارة إيسن غوردون: رئيسة قسم شرطة المدينة.
- شون برتوي بدور ألفريد بيني وورث: كما يعتبر ألفريد خادم بروس واين الدؤوب، ومساعده، وكبير خدمه، وكاتم أسراره، وأفضل صديق له، ويعتبر بمثابة الأب له.
- روبن لورد تايلور بدور أوزوالد كوبلبوت: زعيم عصابة ولص، يوفر عمله في الملهى الليلي الخاص به غطاء لنشاطه الإجرامي. ويُلقب بالبطريق
- ايرين ريتشاردز بدور باربرا كين: وهي خطيبة المحقق جيمس غوردون.
- كامرين بيكندوفا بدور سيلينا كايل: وهي لصة شابة شهدت عملية قتل أبوي بروس تحب القطط ودائماً ما تكون متخفية.
- كوري مايكل سميث بدور إدوارد نيجما: وهو الطبيب الشرعي في مركز شرطة المدينة ويجيد حل الألغاز ببراعة وهذا هو سبب تلقيبة بـ ريدلر.
- جادا بينكيت سميث بدور فيش موني: وهي شخصية تم استحداثها خصيصاً لهذا المسلسل.[6]

## الحلقات
| رقم الحلقة | العنوان             | إخراج         | تأليف          | تاريخ العرض لأول مرة | عدد المشاهدين (بالمليون) |
| ---------- | ------------------- | ------------- | -------------- | -------------------- | ------------------------ |
| 1          | «الحلقة الافتتاحية» | داني كانون    | برونو هيلر     | 22 سبتمبر 2014       | 8.21                     |
| 2          | «سيلينا كايل»       | داني كانون    | برونو هيلر     | 29 سبتمبر 2014       | 7.45                     |
| 3          | «رجل البالون»       | ديرموت داونز  | جون ستيفنز     | 6 أكتوبر 2014        | 6.36                     |
| 4          | «أركام»             | تي جي سكوت    | كين وودروف     | 13 أكتوبر 2014       | 6.39                     |
| 5          | «الأفعى السامة»     | تيم هانتر     | ريبيكا باري    | 20 أكتوبر 2014       | 6.09                     |
| 6          | «روح الماعز»        | تي جي سكوت    | بين ايدوند     | 27 أكتوبر 2014       | 5.89                     |
| 7          | «مظلة البطريق»      | روب بيلي      | برونو هيلر     | 3 نوفمبر 2014        | 6.63                     |
| 8          | «القناع»            | باول ادوارد   | جون ستيفنز     | 10 نوفمبر 2014       | 6.35                     |
| 9          | «هارفي دنت»         | كارين غافيولا | كين وودروف     | 17 نوفمبر 2014       | 6.49                     |
| 10         | «لافكرافت»          | جاي فيرلاند   | ريبيكا داميرون | 24 نوفمبر 2014       | 6.05                     |
| 11         | «معرض الغشّاشين»     | أوزبورن سكوت  | سو تشونج       | 5 يناير 2015         | 6.89                     |

## الاستقبال الجماهيري
بشكل عام، فقد حصلت الحلقة الأولى على إشادة وإعجاب من النقاد. ففي موقع الطماطم الفاسدة حصل الموقع على درجة 93% على أساس 68 مُراجعاً وعلى متوسط تقييم 7.3 من 10. وفي موقع ميتاكريتيك حصل على درجة 72 من 100 بناءً على 33 مُراجعاً.
وعلّق موقع دليل التلفزيون العربي على الحقة الأولى قائلاً: «من جهة آخرى لدينا طاقم المسلسل الجيد جداً برأيي الشخصي بالنسبة لمسلسل على قناة مجانية لابد أن أقول أنني متحمس جداً لنوعية الممثلين الذين تم اختيارهم لتأدية الأدوار بين ميكنزي على رأسهم كبطل للمسلسل هذا يجعلني راضٍ تماماً... ثم ننظر للقائمين على المسلسل داني كينون، برونو هيلر هذان هما مخرج ومبتكر العمل والمنتجان المنفذان للعمل، تاريخهما جيد نوعاً ما ونأمل أن يقدما شيئاً ما، يجعل من هذا المسلسل مميزاً ومختلفاً بعض الشيء.» وقال موقع شباك التذاكر السعودي عن الحلقة الأولى: «المسلسل خلال هذه الساعة الأولى ظل منقسما ما بين سوداوية نولان في التعاطي مع السلسلة والتي ظهرت في جميع مشاهد المفتش قوردون، وما بين كرتونية الأجزاء القديمة من سلسلة باتمان للمخرجين بورتون وشوماخر في مشاهد الشخصيات الشريرة، والتي يبدو أنها لن تتغير، وقد يكون هذا المزيج هو سر نجاح المسلسل أو فشله.»

## البث العالمي
بدأ عرض المسلسل في نيوزلاند على قناة TV2 في 28 سبتمبر 2014. وقد بدأ عرضه في بولندا في 8 أكتوبر على قناة Polish Universal Channel. وعلى قناة Nine Network الأستراليّة. ويُعرض أيضاً على القناة الخامسة البريطانيّة. وقد بيعت حقوق بث المسلسل على الإنترنت لشركة نتفليكس.

## روابط خارجية
- غوثام على موقع IMDb (الإنجليزية)
- غوثام على موقع ميتاكريتيك (الإنجليزية)
- غوثام على موقع روتن توميتوز (الإنجليزية)
- غوثام على موقع نتفليكس (الإنجليزية)
- غوثام على موقع فيلمافينيتي (الإسبانية)
- غوثام على موقع كينوبويسك (الروسية)
- غوثام على موقع ألو سيني (الفرنسية)
- غوثام على موقع قاعدة بيانات الفيلم (الإنجليزية)